# کلکته
کُلکَتّه (به انگلیسی: Kolkata) پایتخت ایالت بنگال غربی در کشور هند است.

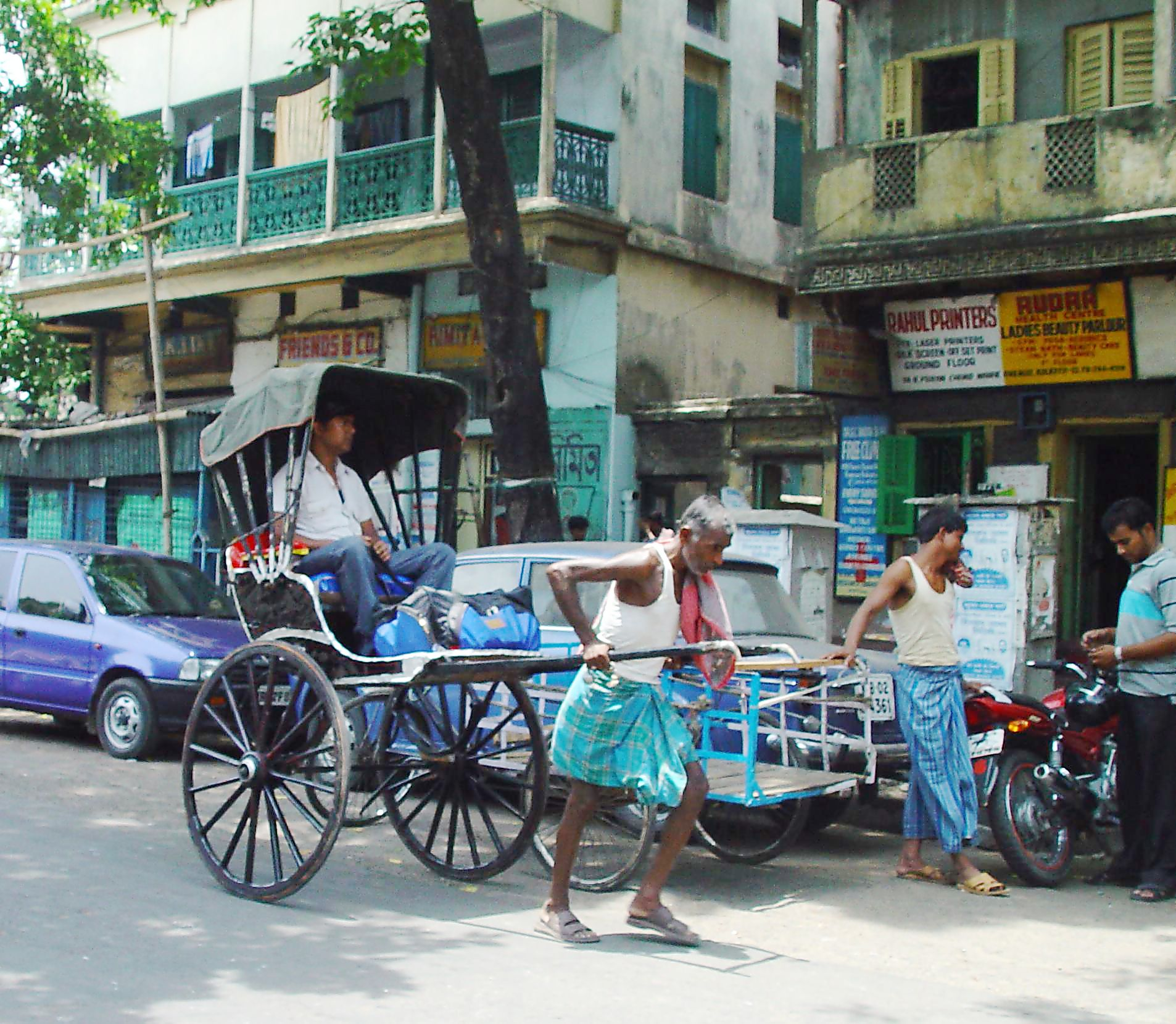
ریکشای سنتی سال ۲۰۰۴

این شهر یکی از شهرهای مهم این کشور است که تا چند سال پیش پرجمعیت‌ترین شهر هند بود ولی اکنون دهلی و بمبئی از آن پر جمعیت‌ترند. از سال ۱۷۷۲ تا ۱۹۱۱ کلکته پایتخت هندوستان بود و پس از آن مرکزیت حکومت به دهلی نو انتقال یافت. جمعیت کلکته ۴٬۴۹۶٬۶۹۴ نفر است.
از سال ۲۰۰۱ نام این شهر را به «کولکاتا» برگرداندند تا به تلفظ بنگالی آن نزدیک‌تر باشد ولی همچنان در نوشته‌های فارسی مانند برخی دیگر از زبان‌ها همان صورت قدیمی به‌کار می‌رود.

## مترو
متروی کلکته در سال ۱۹۸۴ تأسیس شده و هم‌اکنون دارای ۱ خط و ۲۴ ایستگاه می‌باشد.

## توضیحات
1. ↑  The Kolkata metropolitan area also includes portions of North 24 Parganas, South 24 Parganas, Howrah, Nadia, and Hooghly districts. See: کلکته.